# كين تشيس
كين تشيس (بالإنجليزية: Ken Chase) هو لاعب كرة قاعدة أمريكي، ولد في 6 أكتوبر 1913 في أونيونتا في الولايات المتحدة، وتوفي بنفس المكان في 16 يناير 1985.

## وصلات خارجية
- كين تشيس على موقع دوري كرة القاعدة الرئيسي (الإنجليزية)
- كين تشيس على موقعبيزبول رفرنس.كوم (الدوري الرئيسي) (الإنجليزية)
- كين تشيس على موقعبيزبول رفرنس.كوم (الدوري الثانوي) (الإنجليزية)